# American Abstract Artists
American Abstract Artists (AAA) ist eine 1936 in New York City gegründete Künstlerorganisation zur Förderung abstrakter Kunst.
Durch Ausstellungen, Veröffentlichungen und Vorlesungen etablierte sich American Abstract Artists als eine Hauptplattform zum Austausch von Ideen und um einem breiteren Publikum die abstrakte Kunst nahezubringen.
Die AAA trug wesentlich zur Entwicklung und Akzeptanz der abstrakten Kunst in den Vereinigten Staaten bei. Die AAA ist eine der wenigen Künstlervereinigungen, die die Große Depression überlebt haben und immer noch bestehen.

## Geschichte
In den 1930er-Jahren wurde abstrakte Kunst in den Vereinigten Staaten sehr kritisch gesehen und erfuhr nur wenig Unterstützung durch Galerien und Museen. Die Künstlervereinigung wurde gegründet, um über abstrakte Kunst zu debattieren und Möglichkeiten für Ausstellungen zu schaffen.
Die erste Ausstellung fand 1937 in der Squibb Gallery in New York City statt, die die umfangreichste und bestbesuchte Ausstellung US-amerikanischer abstrakter Gemälde und Skulpturen außerhalb eines Museums wurde.
Weitere Ausstellungen und Veröffentlichungen etablierte die Künstlervereinigung als ein Hauptplattform zur Diskussion und Präsentation abstrakter Kunst.
Die einflussreichsten Kritiker der damaligen Zeit verurteilten die US-amerikanische abstrakte Kunst als unamerikanisch und zu europäisch. In den damaligen New Yorker Zeitungen und Kunstmagazinen hagelte es Verrisse. Die US-amerikanische abstrakte Kunst rang um Anerkennung, und die Künstlervereinigung kämpfte unermüdlich gegen die Anfeindungen und um bereitet so den Weg für Akzeptanz nach dem Zweiten Weltkrieg. Die Künstlervereinigung war auch eine Wegbereiterin des abstrakten Expressionismus, indem sie der US-amerikanischen abstrakten Kunst half, eine eigene Identität zu finden.
Zu Beginn der 1940er-Jahre etablierte sich die New York School und von Mitte der 1940er-Jahre und während der 1950er-Jahre dominierte der abstrakte Expressionismus die amerikanische Avantgarde. Die Künstlervereinigung setzte sich weiter für die abstrakte Kunst ein und ist bis heute aktiv. Bis heute hat sie über 75 Ausstellungen ihrer Mitglieder in den Vereinigten Staaten organisiert. Neben 12 Zeitschriften hat die Vereinigung viele Broschüren, Bücher und Kataloge herausgegeben und Tagungen und Diskussionsveranstaltungen organisiert. Die AAA erreicht mit ihren Publikationen auch internationale Kulturorganisationen.
Portfolios der Künstlervereinigung finden sich inzwischen in Sammlungen des Whitney Museum of American Art, des Museum of Modern Art, in der Tate Gallery in London und in den Archives of American Art.
Zu den Gründern zählten Josef Albers, Burgoyne Diller, das Ehepaar Suzy Frelinghuysen und George L. K. Morris, Carl Holty, Harry Holtzman, David Smith, zu ihren Mitgliedern gehörten oder gehören unter anderem Mel Bochner, Louise Bourgeois, Ray Eames, Werner Drewes, Jean Hélion, Lee Krasner, Ibram Lassaw, Piet Mondrian, Ad Reinhardt, Robert Ryman und Robert Smithson.